# 夜遊者
夜遊者（Nighthawks）是美國畫家愛德華·霍普的代表作，描繪人們坐在城裡的餐廳吃晚餐。它除了是畫家的代表作以外，也是一件最為人所熟知的美國藝術品之一。它現在被收藏於芝加哥藝術學院。
畫作的靈感來自一個在霍普居住地，紐約格林威治村的餐廳。霍普在珍珠港事件後不久就開始畫夜遊者，因為在珍珠港之後，他深深地感受到籠罩著美國的愁雲慘霧，而他也把這種感覺融入這幅畫作裡。在餐廳外，城市的街都是空空如也的，在餐廳裡的三個人也沒有對對方談話或看著其他人，但都在自己的世界中迷失了。左邊的兩人是情人，背對的男人孤獨地坐著。而餐廳內的唯一一個侍應生，雖然有抬起頭來，但似乎是望著顧客們後面的窗戶。各人看似身處同一幅畫面，但又其實各自活在自己的空間中，跟雷內·馬格利特的戈爾孔達有異曲同工之妙。
畫作描繪了現代城市生活的苦悶、孤獨；這是霍普一向慣用的主題。如果細心一點看，會發現餐廳沒有明顯的門口可以讓客人走出去，突顯了畫作的另一個主旨：囚禁與限制。霍普否認他是故意畫成這樣的，但他承認「也許，我的確是無意識地在描繪一個大城市的孤獨。」在畫作完成的那個年代，螢光燈技術才剛剛出現，或許可以解釋為甚麼畫中的餐廳對比窗外空空如也而又漆黑的街道，會發出一陣怪異陰森的光。在餐廳的上方有菲利士煙草的廣告。

## 外部連結
- Nighthawks （页面存档备份，存于） at The Art Institute of Chicago
- Sister Wendy's American Masterpieces discussion of Nighthawks at The Artchive. （页面存档备份，存于）
- Jeremiah Moss. . Jeremiah's Vanishing New York. June 7, 2010  [2022-12-01]. （原始内容存档于2017-09-12）.